# Брюсленд (Луїзіана)
Брюсленд (англ. Bryceland) — селище (англ. village) в США, в окрузі Б'єнвіль штату Луїзіана. Населення — 87 осіб (2020).

## Географія
Брюсленд розташований за координатами 32°26′42″ пн. ш. 92°59′24″ зх. д. / 32.44500° пн. ш. 92.99000° зх. д. (32.445025, -92.990069).  За даними Бюро перепису населення США в 2010 році селище мало площу 6,06 км², з яких 6,04 км² — суходіл та 0,02 км² — водойми.

## Демографія
Згідно з переписом 2010 року, у селищі мешкало 108 осіб у 48 домогосподарствах у складі 34 родин. Густота населення становила 18 осіб/км².  Було 78 помешкань (13/км²).
Расовий склад населення:
| - 75,9 % — білих - 11,1 % — чорних або афроамериканців - 0,9 % — корінних американців - 9,3 % — осіб інших рас |

До двох чи більше рас належало 2,8 %. Частка іспаномовних становила 10,2 % від усіх жителів.
За віковим діапазоном населення розподілялося таким чином: 18,5 % — особи молодші 18 років, 55,6 % — особи у віці 18—64 років, 25,9 % — особи у віці 65 років та старші. Медіана віку мешканця становила 49,5 року. На 100 осіб жіночої статі у селищі припадало 145,5 чоловіків;  на 100 жінок у віці від 18 років та старших — 125,6 чоловіків також старших 18 років.
Середній дохід на одне домашнє господарство  становив 71 106 доларів США (медіана — 65 000), а середній дохід на одну сім'ю — 71 979 доларів (медіана — 66 042). За межею бідності перебувало 20,2 % осіб, у тому числі 41,7 % дітей у віці до 18 років та 7,4 % осіб у віці 65 років та старших.
Цивільне працевлаштоване населення становило 33 особи. Основні галузі зайнятості: освіта, охорона здоров'я та соціальна допомога — 24,2 %, сільське господарство, лісництво, риболовля — 21,2 %, будівництво — 18,2 %.